# ماریو بیلن
ماریو بیلِن (زاده ۲۳ ژانویه ۱۹۸۵ در وینکوتسی، کرواسی)، بازیکن فوتبال اهل کرواسی است که برای آوکلند سیتی نیوزیلند به میدان می رود.